# Eiffel palace
Az Eiffel palace, korábbi nevén Légrády palota egy budapesti palotaépület.
A Budapest V. kerületében, a Bajcsy-Zsilinszky út 78. szám alatt jegyzett épület 1893-ban készült el, tervezője Korb Flóris és Giergl Kálmán voltak, építtetője pedig a könyv- és újságkiadással foglalkozó Légrády testvérek. A gazdagon díszített épületet a Pesti Hírlap nyomdájának szánták, és ebben a funkciójában is működött fél évszázadon át. 1945 után államosították, és a Zrínyi Nyomda birtokába került. 1996 után üresen állt, csak 2012-ben újíttatta fel a Horizon Development, és nyitotta meg Eiffel Palace irodaépületként.
(Állítólag Gustave Eiffel tervezte a belső udvar öntöttvas szerkezeteit.)